# His Secret
His Secret è un cortometraggio del 1913 diretto da Lionel Barrymore, tratto da una storia di  Paul L. Feltus. Segna l'esordio dietro la macchina da presa del famoso attore che, nella sua carriera, diresse quindici film dal 1913 al 1931.

## Produzione
Il film fu prodotto dalla Biograph Company.

## Distribuzione
Distribuito dalla General Film Company, il film - un cortometraggio in una bobina - uscì nelle sale USA il 6 ottobre 1913.